# Erik William Gustaf Leidzén
Erik William Gustaf Leidzén (Erik Leidzén junior), född 1894, död 1962, var en svensk koralkompositör. Han var son till Erik Leidzén senior.
Erik var medlem av Frälsningsarméns stabsmusikkår. 1911–1915 studerade han vid Kungliga Musikaliska Akademien i Stockholm. Han emigrerade 1915 till USA där han blev dirigent för FA:s nationella stabsmusikkår och arbetade som nationell musikmästare. Leidzén var lärare vid flera universitet och musikskolor. Många av hans kompositioner är publicerade i FA:s svenska, engelska och amerikanska musikutgåvor men även en stor del kompositioner av honom finns utgivna på andra "profana" förlag.
Han finns representerad i Frälsningsarméns sångbok 1968 med ett verk (nr 450) För Gud och för hans frälsningshär